# دامير إسماجولوف
دامير أمانجيلديفيتش إسماجولوف (بالروسية: Дамир Амангельдыевич Исмагулов؛ مواليد 3 فبراير 1991) هو مُقاتل فنون قتالية مختلطة روسي.

## وصلات خارجية
- دامير إسماجولوف على موقع يو إف سي (الإنجليزية)
- دامير إسماجولوف على موقع شيردوغ (الإنجليزية)
- دامير إسماجولوف على موقع Tapology.com (الإنجليزية)